# The Very Big Carla Bley Band
Albums de Carla Bley
Fleur carnivore
(1989) Go Together
(1992)
The Very Big Carla Bley Band est un album de la pianiste et compositrice de jazz américaine Carla Bley, sorti en 1991 chez Watt/ECM.

## Liste des pistes
Toute la musique est composée par Carla Bley.
| No | Titre                | Durée |
| -- | -------------------- | ----- |
| 1. | United States        | 15:32 |
| 2. | Strange Arrangement  | 7:46  |
| 3. | All Fall Down        | 12:46 |
| 4. | Who Will Rescue You? | 7:12  |
| 5. | Lo Ultimo            | 9:25  |

## Personnel
- Carla Bley : piano
- Lew Soloff (en), Guy Barker (en), Claude Deppa (en), Steven Bernstein : trompette
- Gary Valente, Richard Edwards (en), Fayyaz Virji : trombone
- Ashley Slater : trombone basse
- Roger Janotta : hautbois, flûte, clarinette, saxophone soprano
- Wolfgang Puschnig : saxophone alto, flûte
- Andy Sheppard : saxophone ténor, clarinette
- Pete Hurt : saxophone ténor et soprano
- Pablo Calogero : saxophone baryton
- Karen Mantler : orgue
- Steve Swallow : guitare basse
- Victor Lewis : batterie
- Don Alias : percussions